# Junta Islámica de España
Junta Islámica de España es una organización sin ánimo de lucro, de ámbito nacional, libre, abierta y plural, fundada en el año 1989. Impulsora de la Ley del Acuerdo de Cooperación, firmada en 1992 entre el Estado y la Comisión Islámica de España. Promueve el desarrollo de un islam universalista que aúne los valores espirituales con la modernidad, el humanismo y los mejores logros de la democracia para favorecer la integración y la convivencia entre colectivos de diferentes orígenes culturales a través del asesoramiento, la educación y prácticas de mediación intercultural.
Entre sus principales objetivos destacan: informar, orientar, asesorar, promover las libertades básicas, los derechos humanos, la igualdad de género, la libertad de expresión y conciencia, el diálogo interreligioso, el respeto mutuo y la convivencia pacífica, propiciando espacios de encuentro intercultural y realizando labores de mediación entre comunidades, asociaciones y personas migrantes.
El presidente de Junta Islámica de España fue, hasta su fallecimiento el 3 de octubre de 2010, Mansur Escudero, quien fue cofundador de la Comisión Islámica de España y presidente de la Federación Española de Entidades Religiosas Islámicas (FEERI).
La Junta Islámica trabaja en la realización de programas educativos, culturales, sociales y de información general sobre el islam, entre los que destacan: la creación de Webislam, portal de noticias considerado como el más importante en Internet en lengua española, y la fundación del Instituto Halal de Junta Islámica, organismo científico dedicado a regular y certificar alimentos y servicios halal.
Según su página web, la Junta Islámica de España promueve el desarrollo de un islam universalista que aúne los valores espirituales con la modernidad y la democracia. Tiene su sede en la localidad de Almodóvar del Río, en la provincia de Córdoba.